# Обществени врагове
„Обществени врагове“ е американски филм на режисьора Майкъл Ман, с участието на Джони Деп.

## Сюжет
Филмът проследява историята на американския гангстер от 30-те години на 20 век Джон Дилинджър. Известният с елегантния си стил на ограбване на банки по времето на Великата депресия, Дилинджър (Джони Деп) е герой за съвременниците си, повечето от които разорени именно от банките. Директорът на ФБР Хувър обявява Дилинджър и бандата му за „Обществени врагове номер 1“ и сформира специален екип за залавянето им, начело с агент Мелвин Първис (Крисчън Бейл). Преследван по петите от цялата страна, опитващ се да запази връзката си с любовта на живота си Били Фрешет (Марион Котияр), времето на Дилинджър изтича...

## В ролите
| Изпълнител    | Роля             |
| ------------- | ---------------- |
| Джони Деп     | Джон Дилинджър   |
| Крисчън Бейл  | Мелвин Първис    |
| Марион Котияр | Били Фрешет      |
| Чанинг Тейтъм | „Хубавеца“ Флойд |
| Били Крудъп   | Едгар Хувър      |
| Стивън Дорф   | Хоумър Ван Метер |
| Дейвид Уенъм  | Хари Пиерпонт    |